# Explozia de la Halifax

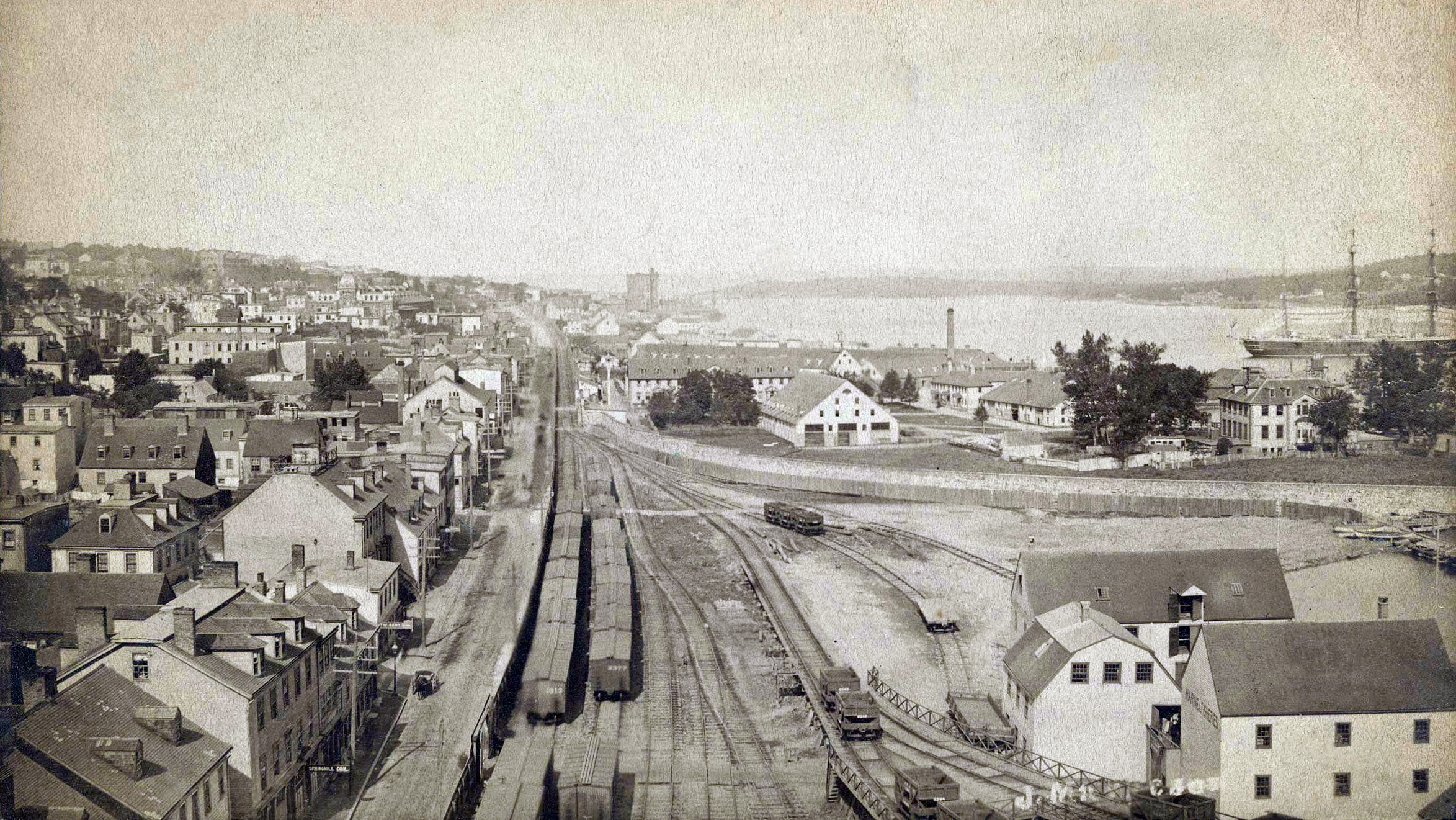
Halifax înainte de explozie

Halifax este un oraș de coastă din provincia  Nova Scotia, din Canada, unde într-o zi de joi la data de 6 decembrie 1917. s-a întâmplat o catastrofă.
În incident a fost implicat nava franceză SS Mont Blanc care transporta material exploziv și care s-a ciocnit cu Imo o navă norvegiană fără încărcătură, care era destinată participării la războiul din Belgia. In urma coliziunii pe nava franceză izbucnește un incendiu urmat de o explozie, care cauzează moartea a cel puțin 1.635 de persoane și rănirea în jur a 9.000 de persoane. Explozia a fost atât de puternică încât presiunea detonației a declanșat un șoc de intensitatea unui cutremur intens iar suflul exploziei a smuls din pământ copacii din apropiere, a îndoit șinele de cale ferată și a cauzat dărâmarea unor clădiri pe o rază de câteva sute de metri.
Această explozie este cunoscută ca una dintre cele mai puternice explozii din istorie cu excepția exploziilor nucleare.
Materialul exploziv de pe „Mont Blanc” era constituit din:
- 35 t de benzol,
- 63 t de nitrat de celuloză,
- 2.300 t de acid picric și
- 200 t de TNT.